# Ян Блажек
Ян Блажек (чеськ. Jan Blažek, нар. 20 березня 1988, Трутнов) — чеський футболіст, нападник клубу «Слован».
Також відомий виступами за клуби «Лариса» та «Славія», національну збірну Чехії.
Дворазовий чемпіон Чехії.

## Клубна кар'єра
Народився 20 березня 1988 року в місті Трутнов. Вихованець юнацьких команд футбольних клубів «Банік» (Жацлерж), «Трутнов», «Градець-Кралове» та «Слован» (Ліберець).
У дорослому футболі дебютував 2005 року виступами за команду клубу «Слован» (Ліберець), в якій провів два сезони, взявши участь у 36 матчах чемпіонату. За цей час виборов титул чемпіона Чехії.
Потім почергово грав на правах оренди за команди «Славія» (Прага), «Лариса» та знову «Славія».
2012 року повернувся до ліберецького «Слована».

## Виступи за збірні
У 2004 році дебютував у складі юнацької збірної Чехії, взяв участь у 38 іграх на юнацькому рівні, відзначившись 17 забитими голами.
У 2009 році дебютував в офіційних матчах у складі національної збірної Чехії. Наразі провів у формі головної команди країни 3 матчі.

## Титули і досягнення
- Чемпіон Чехії (2):

«Слован» (Ліберець):  2005–06
«Славія»:  2007–08